# Xã Foster, Quận Hutchinson, South Dakota
Xã Foster (tiếng Anh: Foster Township) là một xã thuộc quận Hutchinson, tiểu bang Nam Dakota, Hoa Kỳ. Năm 2010, dân số của xã này là 252 người.